# Clara Mochi
Clara Mochi (Milano, 29 aprile 1956) è un'ex schermitrice italiana, specializzata nel fioretto e nella spada.
Atleta del Circolo della Spada Mangiarotti e della Società del Giardino di Milano, inizia a cinque anni praticando la spada e il fioretto. A fine carriera, si dedica all'insegnamento dell'educazione fisica nelle scuole.

## Palmarès

### Risultati élite
In carriera ha ottenuto i seguenti risultati:
Giochi olimpici
Individuale
A squadre
- 4ª classificata nel fioretto a Los Angeles 1984
- 5ª classificata nel fioretto a Mosca 1980

Mondiali
Individuale
A squadre
- Oro nel fioretto a Roma 1982
- Oro nel fioretto a Vienna 1983
- 6ª classificata nel fioretto a Budapest 1975

Universiadi
Individuale
A squadre
- 4ª classificata nel fioretto ad Bucarest 1981
- 5ª classificata nel fioretto a Sofia 1977
- 5ª classificata nel fioretto a Edmonton 1983
- 6ª classificata nel fioretto a Città del Messico 1979

Campionati italiani
Individuale
- Oro nel fioretto a Napoli 1980
- Argento nel fioretto nel 1975
- Argento nel fioretto a Livorno 1979
- 6ª classificata nel fioretto nel 1974

A squadre

### Risultati giovani
Mondiali giovanili
Individuale
- Partecipa alla competizione di fioretto a Madrid 1972
- Partecipa alla competizione di fioretto a Città del Messico 1975

A squadre
Campionati italiani giovani
Individuale
- Bronzo nel fioretto nel 1974

A squadre

## Fine della carriera agonistica
Dal 1986 al 1989 è nella commissione tecnica del fioretto e della spada femminile.